# Doddakondagula, Hassan
Doddakondagula là một làng thuộc tehsil Hassan, huyện Hassan, bang Karnataka, Ấn Độ.